# Josef Baumhoff

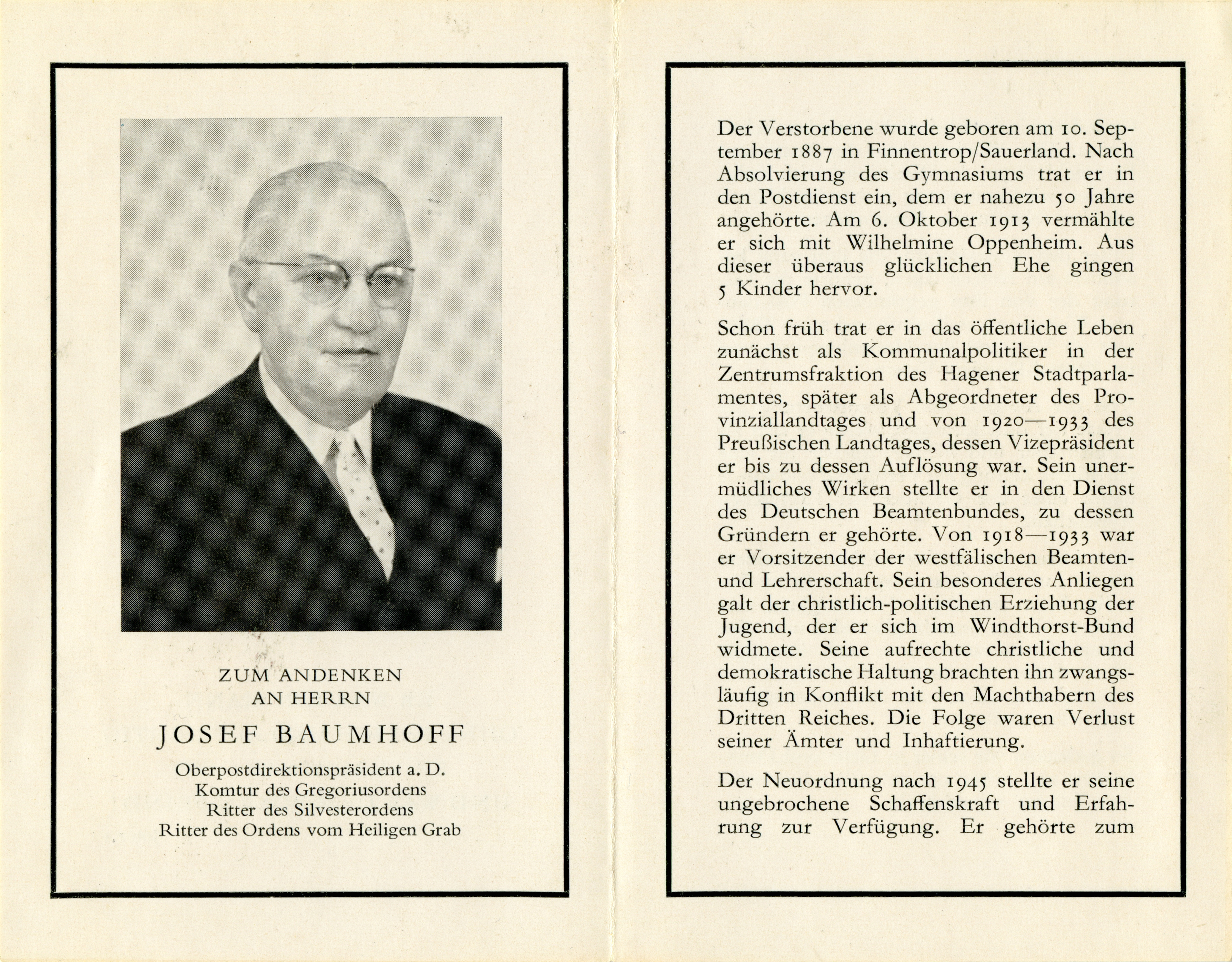
Todesanzeige Josef Baumhoff

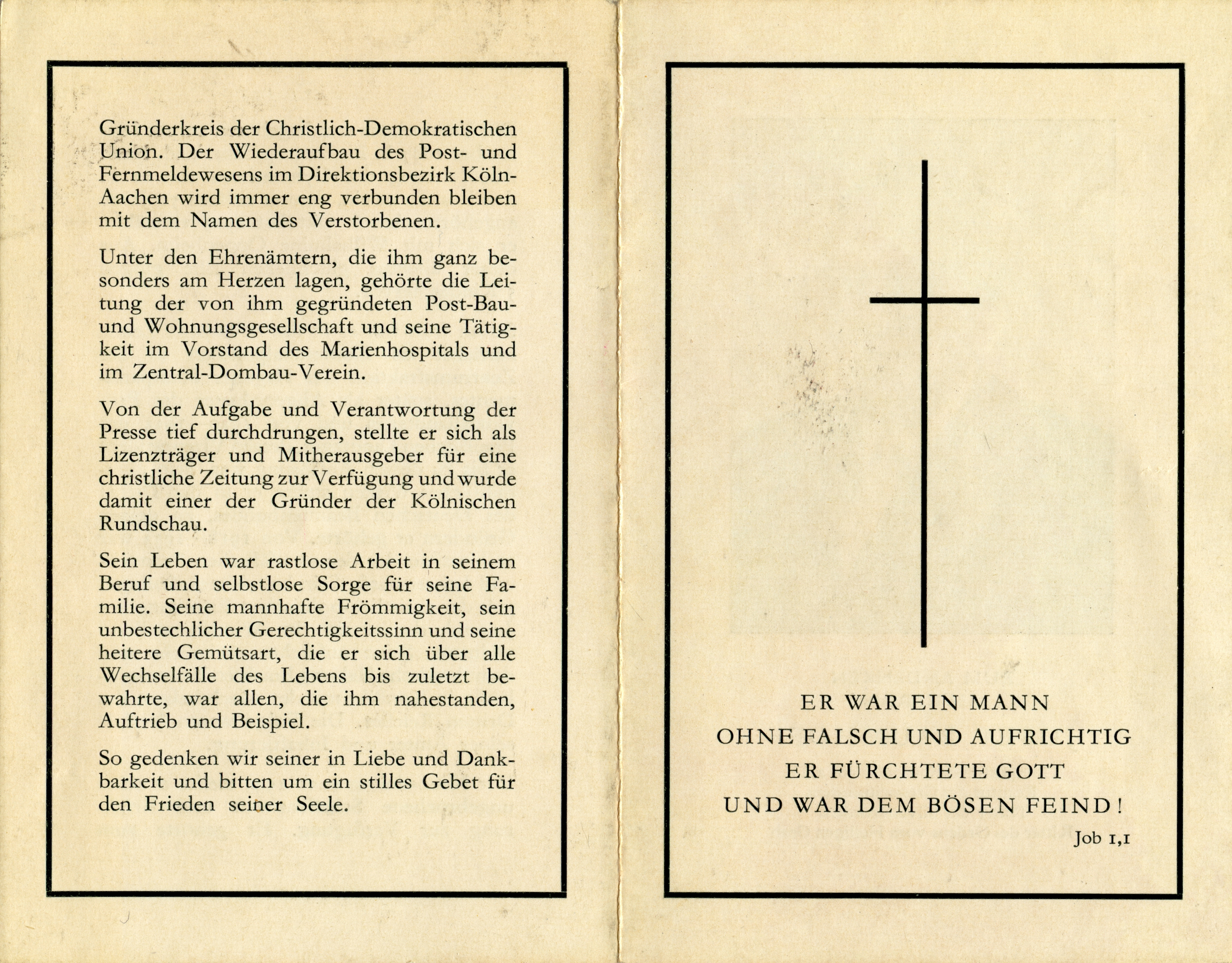
Todesanzeige Josef Baumhoff Rückseite

Josef Baumhoff (* 10. September 1887 in Finnentrop; † 26. Januar 1962 in Köln) war ein deutscher Beamter, Zeitungsherausgeber und Politiker der Zentrumspartei.

## Leben
Josef Baumhoff besuchte zunächst die Volksschule, dann die katholische Rektoratsschule und schließlich die Gymnasien in Hagen und Attendorn. Im Anschluss an seine Schullaufbahn trat er in den Postdienst ein und wurde 1904 zum Postgehilfen, 1908 zum Postassistenten, 1915 zum Postsekretär, 1921 zum Oberpostsekretär und kurze Zeit später zum Oberpostinspektor ernannt. 1933 wurde er in den Zwangsruhestand versetzt.
Im Jahr 1913 heiratete er Wilhelmine Oppenheim, mit der er fünf Kinder hatte.
Baumhoff trat in die Zentrumspartei ein, wurde zunächst zum Kreisvorsitzenden gewählt und war später Mitglied des geschäftsführenden Vorstandes der westfälischen und preußischen Zentrumspartei, die er zwischen 1919 und 1921 im westfälischen Provinziallandtag vertrat. Außerdem wurde er Stadtverordneter in Hagen. Seit 1921 war Baumhoff Mitglied des Reichsparteivorstandes des Zentrums und Mitglied im Preußischen Landtag. Vom 28. November 1929 bis 1933 war er Zweiter Vizepräsident des Parlaments. Außerdem war er 1930 Vorsitzender eines Untersuchungsausschusses des Landtages im Zusammenhang mit dem Volksbegehren gegen den Young-Plan. 
Neben seiner politischen Tätigkeit engagierte sich Baumhoff in der Beamtenbewegung. Er wirkte gewerkschaftlich als Vorsitzender der Beamten- und Lehrervereinigung für die Provinz Westfalen und war Erster Vorsitzender des Reichsbeamtenbeirates der Zentrumspartei. Sein besonderes Anliegen galt der christlich-politischen Erziehung der Jugend, weshalb er sich im Windthorst-Bund engagierte.

## Politische Verfolgung im Nationalsozialismus
Seine christlich-demokratische Haltung brachte Baumhoff wiederholt in Konflikt mit dem NS-Regime, weshalb er bereits 1933 seine Ämter verlor und inhaftiert wurde. 
Am 22. August 1944 wurde Baumhoff nach dem Attentat auf Hitler im Rahmen der Aktion Gewitter verhaftet, einen Tag später in das Kölner Gestapo-Gefängnis EL-DE-Haus eingeliefert und von dort als Schutzhäftling zusammen mit Freunden wie Konrad Adenauer, Thomas Eßer, Joseph Roth, Peter Schlack, Peter Paffenholz, Peter Knab und Otto Gerig in das Arbeitserziehungslager in den Messehallen in Köln-Deutz überführt. Zusammen mit Gerig, Roth, Knab und Schlack wurde er am 16. September 1944 ins Konzentrationslager Buchenwald deportiert und dort in den Zellenblock 45 untergebracht, kam jedoch nach mehreren Tagen wieder frei. Seine KZ-Nummer lautete 81589.

## Nachkriegszeit

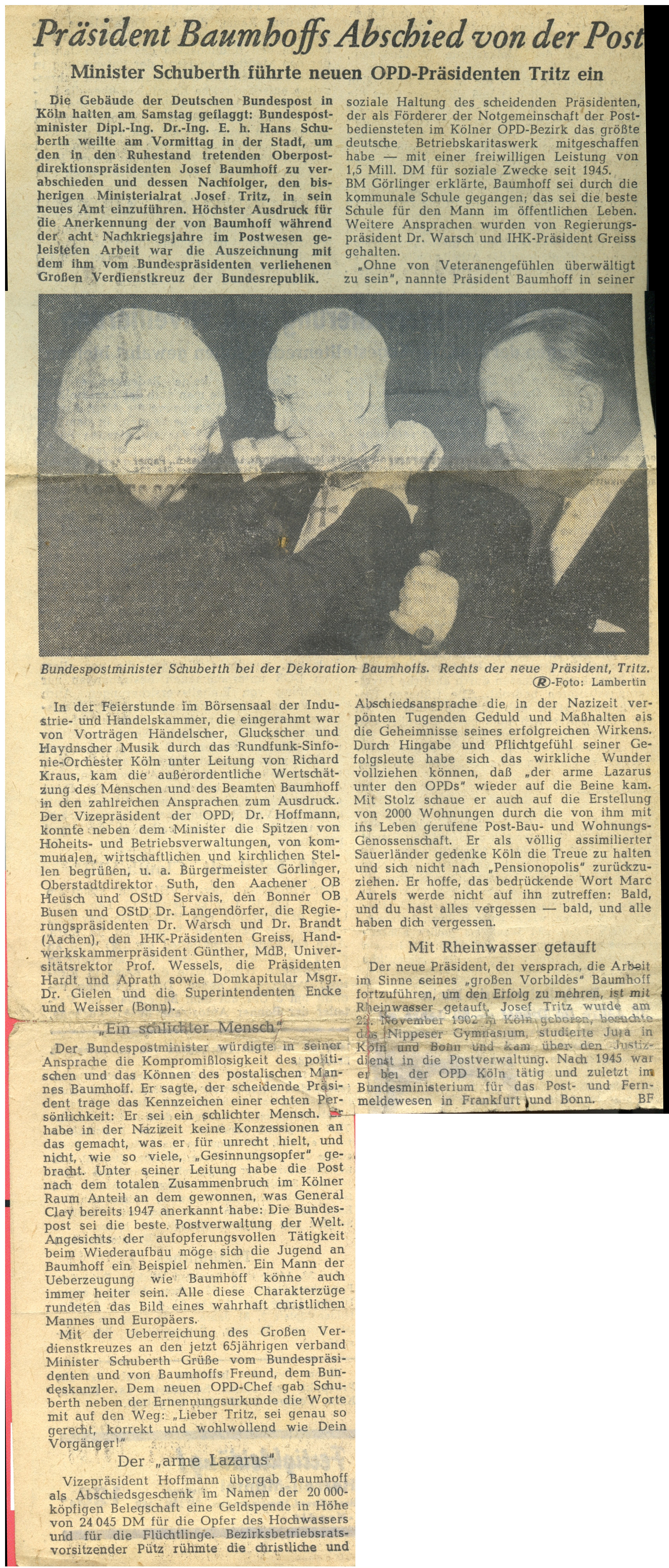
Zeitungsartikel über den Ruhestand von Josef Baumhoff als Präsident der Oberpostdirektion Köln 1954.

Nach 1945 engagierte sich Baumhoff für den Wiederaufbau Deutschlands und sprach sich gegen eine Neugründung der Zentrumspartei aus, um stattdessen eine überkonfessionelle Partei zu fördern. Er gehörte zu den Mitbegründern der CDU.
Noch 1945 wurde Baumhoff zum Präsidenten der Oberpostdirektion Köln (OPD) ernannt, eine Position, die er bis 1953 innehatte. Während dieser Zeit setzte er sich stark für den Wiederaufbau der Post- und Fernmeldeinfrastruktur ein. Er war maßgeblich an der Gründung der Post-Bau- und Wohnungsgenossenschaft beteiligt, die unter seiner Leitung über 2.000 Wohnungen für Postbedienstete errichtete. Zudem förderte er den Aufbau eines betrieblichen Sozialwerks, das mit freiwilligen Spenden in Höhe von 1,5 Millionen DM soziale Unterstützung für Postbedienstete leistete.
Neben seiner Tätigkeit für die Post war Baumhoff nach 1945 einer der Lizenzinhaber und Herausgeber der Kölnischen Rundschau, die als christliche Zeitung nach dem Krieg gegründet wurde. Darüber hinaus war er Aufsichtsratsvorsitzender der Adler-Feuerversicherungs-AG.
Am 19. März 1954 wurde Baumhoff offiziell in den Ruhestand verabschiedet. Bundespostminister Hans Schuberth verlieh ihm das Große Verdienstkreuz der Bundesrepublik Deutschland für seine Verdienste im Postwesen.
Baumhoff verstarb bei einem Verkehrsunfall.

## Ehrungen
1952 wurde er von Kardinal-Großmeister Nicola Kardinal Canali zum Ritter des Ritterordens vom Heiligen Grab zu Jerusalem ernannt und am 1. Mai 1952 durch Lorenz Jaeger, Großprior der deutschen Statthalterei, investiert.
1953 empfing er das Große Verdienstkreuz der Bundesrepublik Deutschland.
1958 wurde er durch Papst Pius XII. zum Ritter des Ordens vom Heiligen Papst Silvester geschlagen.